# Christian Sønderby Jepsen
 Der er for få eller ingen kildehenvisninger i denne artikel, hvilket er et problem. Du kan hjælpe ved at angive troværdige kilder til de påstande, som fremføres i artiklen.

Christian Sønderby Jepsen, (født 1977), er en dansk dokumentarfilmsinstruktør. Uddannet på Den Danske Filmskole i 2007, hvor han dimitterede med afgangsfilmen Der er en krig uden foran mit vindue. Siden har Sønderby Jepsen instrueret dokumentarer som Side om Side (2008), Testamentet (2011), Blodets Bånd (2013), Naturens Uorden (2015) og Til døden os skiller (2016). Sammen med sin hustru, Mira Jargil, har Sønderby Jepsen produktionsselskabet, Moving Documentary.
For sin instruktion har han modtaget priser og anerkendelse, såsom Bodilprisen for bedste dokumentarfilm i 2012 (Testamentet) ligesom Naturens Orden deltog i hovedkonkurrencen ved International Documentary Festival Amsterdam (IDFA) i 2015.

## Filmografi
- 2016 Dokumentarserie Til Døden Os Skiller. Instruktør sammen med Mira Jargil. 3 x 40 min. DFI/TV2. Tre familier står overfor svære valg i den sidste tid af livet.
- 2015 Dokumentar Naturens Uorden- En spastisk lammet top intelligent mand opsætter et teaterstykke på det Kgl. teater. Samtidig er filmen et nedslag i den menneskelige evolution anno 2016.
- 2012 Dokumentar Blodets Bånd. 90 min. En families fortrængninger. Instruktør sammen med Pernille Bervald Jørgensen. Premiere DOX:BIO 6. juni 2013.
- 2011 Dokumentar Testamentet 87 min. Til biograf. En arvestrid i en traumatiseret familie. Cast, fotograf og instruktør.
- 2011 Fuglekongerne Dokumentar til DR 2. Kampen om tronen indenfor ornitologi. Instruktør.
- 2011 Dokumentarkonceptet 5 min. i virkeligheden til DR UNG. Koncept/Instruktør. Unge personer med en stærk historie filmer deres eget liv i 10 uger. Cast og Instruktør.
- 2010 Dokumentar Den oversvømmede landsby. Dokumentar. Instruktør .
- 2010 Dokumentar Min fætter er pirat 40 min. DFI/TV2. For 19 år siden flygtede somalieren Nasib Farah til Danmark. Nu tager han tilbage til sit fødeland for at konfrontere sin fætter som er på vej ind i pirateriet. Instruktør.
- 2010 Dokumentar Dømt for terror 40 min. DFI/TV2. Om terrorisme forbundet til Danmark. Politisk journalistik for åben skærm. Medinstruktør.
- 2009 Dokumentar ”Side om side” 40 min. DFI. To naboer der ikke har talt i 15 år. Om sandhed, fjendebilleder og tilgivelse. Ide´ og Instruktør.
- 2009 WEB-dokumentarserien ”Doxwise 2” (Sæson 2) 4 x 45 min. DFI/Politiken. 4 ung
- 2008 Dokumentar ”Mirror”. DFI. Kunstfilm om bodybuilderes inderste væsen. I samarbejde med stillfotografen Joachim Ladefoged. Medinstruktør.
- 2007 Afgangsfilm fra Den Danske Filmskole – ”Der er en krig uden foran mit vindue” 30 min. Instruktør.

## Priser
- Bedste film af en yngre instruktør	2012	ZagrebDox 2012	Testamentet
- Bodil, Bedste dokumentarfilm	2012	Bodil Filmmedarbejderforeningen 2012	Testamentet
- Doc Alliance Award	2012	Leipzig Festival for Documentary and Animation 2012	Testamentet
- Danish DOX Award	2011	CPH:DOX 2011	Testamentet
- Grand Prix	2009	Odense Internationale Film Festival 2009	Side om side
- Honorable Mention	2009	Leipzig Festival for Documentary and Animation 2009	Side om side
- Honorable Mention	2009	Reykjavik Nordisk Panorama 2009	Side om side
- Crystal Heart Award	2009	Indianapolis Heartland Film Festival 2009	Side om side

## Artikler og interviews
- Soundvenue, 2016, http://soundvenue.com/film/2016/02/til-doeden-os-skiller-183962
- Soundvenue, 2015, http://soundvenue.com/film/2015/10/naturens-uorden-166145
- Filmtidsskriftet 16-19, 2014, http://www.16-9.dk/2014/12/kronologi-er-ikke-sandhed-for-mig/
- Information, 2013, https://www.information.dk/kultur/2013/05/fejlet-far-systemet?lst_tagmst
- Ekko, 2012, http://www.ekkofilm.dk/artikler/drama-dumpede-ind-af-brevspraekken/